# Neil Ressler
Neil Ressler (ur. 1 czerwca 1939 w Columbus, Ohio) – amerykański dyrektor zespołu Jaguar Racing (Formula E).

## Życiorys

### Edukacja
Neil Ressler początkowo studiował inżynierie mechaniczną w General Motor Institute (teraz - Kettering University). Następnie osiągnął stopień magisterski oraz doktorat w University of Michigan. Po kilkudziesięciu latach podczas zatrudnienia w Ford Motor Company osiągnął stopień MBA w Michigan State University.

### Kariera
W 1967 roku Ressler rozpoczął pracę w Ford Motor Company jako starszy naukowiec badawczy (senior research scientist). Po 4 latach awansował na stanowisko głównego konstruktora w Dziale Zawieszeń i Układu sterowniczego (Suspension and Steering Division), gdzie spędził następne 10 lat kariery. Do 1990 roku osiągnął pozycję Dyrektora wykonawczego a już w 1994 roku został wiceprezydentem Forda. Następnie przeprowadził się, aby zostać szefem zaawansowanej technologii pojazdów, zajmując się przyszłościowymi rozwiązaniami dla samochodów. Dział, w którym pracował Ressler zajmował się rozwojem Stewart Grand Prix i wraz z Fordem dążyli do osiągnięcia rezultatów w F1. Neil został wybrany, żeby rozwijać ten program samemu. We wrześniu 1994 roku został dyrektorem niewykonawczym Stewart Grand Prix oraz został ogłoszony jako prowadzący Cosworth Racing. Na początku 1999 roku przyjął nowy tytuł: Vice Prezydent oraz Główny Dyrektor Techniczny ds. Badań i Technologii Pojazdów z odpowiedzialnością za Zaawansowaną Technologię Pojazdów, Badania Naukowe oraz Inżynierię Środowiska i Bezpieczeństwo. W styczniu 2000 roku został przewodniczącym Jaguar Racing. Po roku przeszedł na emeryturę i wrócił do Stanów Zjednoczonych. Ressler pozostaje zaangażowany w Jaguar Racing jako członek zarządu.